# Монфермей
Монфермей (на френски: Montfermeil) е град и община в департамент Сен Сен Дьони във Франция, днес е източно предградие на Париж. Населението му е 26 085 жители, по данни от 1 януари 2016 г.